# Jean d'Arces
Jean d'Arces (Montiers, 1370 – Moûtiers, 12 dicembre 1454) è stato un cardinale e arcivescovo cattolico francese.

## Biografia
Licenziato in diritto canonico, fu canonico di Sant'Agostino e prevosto di Montjou.
Venne nominato arcivescovo di Tarantasia il 28 febbraio 1438, sede che mantenne fino alla morte.
Partecipò al concilio di Basilea e fu uno degli elettori dell'antipapa Felice V nel 1439. Questi lo nominò a Ginevra pseudocardinale il 6 aprile 1444 con il titolo cardinalizio dei Santi Nereo e Achilleo. Il titolo venne confermato da papa Niccolò V nel concistoro del 19 dicembre 1449.
È morto a Moûtiers il 12 dicembre 1454 ed è stato sepolto nella chiesa della città.

## Fonti
- (LA)  Konrad Eubel, Hierarchia Catholica Medii Aevi,  vol. 2 (archiviato dall'url originale il 4 ottobre 2018)., pp. 10, 11, 64 e 245
- Lorenzo Cardella,  Memorie storiche de' cardinali della Santa Romana Chiesa., Roma 1793, vol. III, pp. 121–122
- Stemma. (n. 39)